# 디온 더블린
디온 더블린(영어: Dion Dublin, 1969년 4월 22일 ~ )은 잉글랜드의 전 축구 선수로, 현역 시절 포지션은 공격수였으나, 가끔씩 센터백으로도 뛰었다.